# Коврижка (село)
Коври́жка — село в Константиновском районе Амурской области, Россия. Административный центр Коврижского сельсовета.

## География
Село Коврижка стоит в 9 км от левого берега реки Амур.
Дорога к селу Коврижка идёт на северо-запад от районного центра Константиновского района села Константиновка (через Октябрьское), расстояние — 16 км.
От села Коврижка на северо-запад идёт дорога к селу Семидомка.

## Население
| 2002 | 2010 | 2012 | 2013 | 2014 | 2015 | 2016 |
| ---- | ---- | ---- | ---- | ---- | ---- | ---- |
| 449  | ↘390 | ↘382 | ↗391 | ↗394 | ↘378 | ↘374 |
| 2017 | 2018 |      |      |      |      |      |
| ↘373 | ↗378 |      |      |      |      |      |

## Инфраструктура
- Сельскохозяйственные предприятия Константиновского района.